# Frasin (oraș)
Frasin (în germană Frassin) este un oraș în județul Suceava, Bucovina, România, format din localitățile componente Bucșoaia și Frasin (reședința), și din satele Doroteia și Plutonița. La recensământul din anul 2011, localitatea avea o populație de 5.876 de locuitori, fiind al treisprezecelea centru urban ca mărime al județului. A fost declarat oraș prin Legea 83/2004, împreună cu alte 7 localități din județul Suceava.
Frasin este o localitate în care caracteristicile rurale se îmbină cu câteva caracteristici urbane (mici unități economice și comerciale, câteva blocuri de locuințe situate pe strada principală, aspect de trecere de la sat la oraș în centrul localității). Agricultura ocupă în continuare un loc de seamă în activitățile locuitorilor din Frasin, în ciuda promovării localității la rangul de oraș.
Frasin este așezat în zona Obcinelor Mari, pe valea râului Moldova, pe șoseaua națională și calea ferată care leagă orașele Gura Humorului și Câmpulung Moldovenesc. Aria de influență urbană a orașului Frasin este aproape inexistentă, deoarece localitatea se află la o distanță de doar 7 km de Gura Humorului, superior din toate punctele de vedere orașului Frasin. Din structura orașului Frasin face parte fostul sat (devenit cartier) Bucșoaia, iar Doroteia și Plutonița au statutul de sate afiliate orașului.

## Geografie
Orașul Frasin este situat într-o zonă de depresiune intramontană, la confluența râului Moldova cu râul Suha (care separă cartierul Bucșoaia de Frasin). Localitatea este traversată de șoseaua europeană E576 (DN17), importantă cale rutieră care leagă nordul Moldovei de Transilvania și se află o distanță de 43 km de municipiul Suceava, reședința județului cu același nume. Distanțele din Frasin până la cele mai apropiate orașe sunt: 7 km până în Gura Humorului și 25 km până în Câmpulung Moldovenesc. Din E58, în centrul orașului Frasin se desprinde drumul județean DJ177A către Ostra și apoi orașul Broșteni (aflat la distanța de 56 de km). De asemenea, Frasin este conectat la sistemul de căi ferate române prin stația CFR Frasin, situată pe magistrala feroviară Suceava – Vatra Dornei, care traversează teritoriul orașului.
Localitatea este înconjurată de: Obcina Mare la nord, Obcina Voronețiana la est și Obcina Stânișoarei la vest. Frasin se învecinează cu:
- comuna Vama, la vest și nord-vest;
- comuna Mănăstirea Humorului, la nord-est;
- orașul Gura Humorului, la est;
- comuna Stulpicani, la sud.

Lungimea drumurilor publice este de 28 km pe teritoriul orașului, dintre care drumuri modernizate 11 km și drumuri nemodernizate 17 km. Lungimea liniei de cale ferată care străbate teritoriul localității este de aproximativ 3 km.

## Demografie
Componența etnică a orașului Frasin
     Români (92,93%)
     Alte etnii (7,07%)
Componența confesională a orașului Frasin
     Ortodocși (90,94%)
     Alte religii (2,15%)
     Necunoscută (6,91%)
Conform recensământului efectuat în 2021, populația orașului Frasin se ridică la 5.817 locuitori, în scădere față de recensământul anterior din 2011, când fuseseră înregistrați 5.876 de locuitori. Majoritatea locuitorilor sunt români (92,93%). Din punct de vedere confesional, majoritatea locuitorilor sunt ortodocși (90,94%), iar pentru 6,91% nu se cunoaște apartenența confesională.

## Politică și administrație
Orașul Frasin este administrat de un primar și un consiliu local compus din 15 consilieri. Primarul, Marinel Balan[*], de la Partidul Național Liberal, este în funcție din octombrie 2020. Începând cu alegerile locale din 2024, consiliul local are următoarea componență pe partide politice:
|  | Partid                          | Consilieri | Componența Consiliului | Componența Consiliului | Componența Consiliului | Componența Consiliului | Componența Consiliului | Componența Consiliului | Componența Consiliului |
|  | ------------------------------- | ---------- | ---------------------- | ---------------------- | ---------------------- | ---------------------- | ---------------------- | ---------------------- | ---------------------- |
|  | Partidul Național Liberal       | 7          |                        |                        |                        |                        |                        |                        |                        |
|  | Alianța pentru Unirea Românilor | 5          |                        |                        |                        |                        |                        |                        |                        |
|  | Partidul Social Democrat        | 3          |                        |                        |                        |                        |                        |                        |                        |

## Recensământul din 1930
Componența etnică a orașului Frasin
     Români (48,8%)
     Germani (35,35%)
     Evrei (7,35%)
     Ruși (0,85%)
     Polonezi (1,35%)
     Ruteni (0,1%)
     Altă etnie (6,2%)
Componența confesională a orașului Frasin
     Ortodocși (55,2%)
     Romano-catolici (34,25%)
     Mozaici (7,35%)
     Evanghelici\Luterani (2,8%)
     Greco-catolici (0,4%)
Conform recensământului efectuat în 1930, populația orașului Frasin se ridica la 2124 locuitori. Majoritatea locuitorilor erau români (48,8%), cu o minoritate de germani (35,35%), una de evrei (7,35%), una de ruși (0,85%), una de ruteni (0,1%) și una de polonezi (1,35%). Din punct de vedere confesional, majoritatea locuitorilor erau ortodocși (55,2%), dar existau și romano-catolici (34,25%), mozaici (7,35%), evanghelici\luterani (2,8%) și greco-catolici (0,4%).

## Istoric
Localitatea Frasin este atestată documentar pentru prima dată în anul 1850, ca având pecete proprie în limba română. Dacă în anul 1785 Frasin era pomenit ca un cătun, aparținând administrativ de satul Stulpicani și având o populație preponderent românească, după anul 1800 este consemnat ca o așezare dezvoltată, reprezentând o unitate administrativ-teritorială de sine stătătoare.
Populația s-a diversificat și a crescut numeric prin colonizarea în zonă a primilor mineri și meseriași germani, aduși de administrația austriacă din Ungaria și Ucraina (1804). Mai târziu, patronii germani au adus ucrainieni, pentru lucrul la pădure, dar mai ales ca muncitori pentru amenajarea drumului Frasin – Valea Suhei (către Ostra) și la exploatările miniere de pe Valea Suhei.
În anul 1816, la Frasin, patronul german Anton Mauz construiește o fabrică de potasiu. Pentru minerii germani aduși în această localitate, arendează de la fondul bisericesc păduri și pășuni, atât la Frasin, cât și la Bucșoaia, Doroteia și Plutonița, în scopul statornicirii acestora.
Comuna Frasin s-a dezvoltat într-un loc propice circulației mărfurilor, pe drumul comercial multisecular, ce lega Moldova de Transilvania, către orașul Bistrița.
Tradițiile și obiceiurile populare, atât de prezente altădată în viața comunității, au fost în ultima perioadă de timp neglijate: torsul, țesutul, confecționarea costumelor populare au fost înlocuite cu alte activități mai moderne și mai profitabile. În urma unui referendum, în anul 2004 localitatea este promovată de la rangul de comună la rangul de oraș.

## Economie
Economia locală este reprezentată de multiplele activități ce se desfășoară în teritoriu și anume: exploatarea și prelucrarea lemnului, exploatarea și valorificarea produselor de balastieră, exploatarea produselor de sondă, creșterea animalelor, turismul.
Agricultura este reprezentată prin existența unei suprafețe agricole de 3.060 hectare, din care: suprafață arabilă 560 hectare, pășuni 1.285 hectare, fânețe 1.210 hectare, livezi 5 hectare. Pădurile și terenurile cu vegetație forestieră ocupă o suprafață de 5.351 hectare. Efectivele de animale existente în localitate sunt reprezentate din: 2.081 capete bovine, 1.230 capete porcine, 8.935 capete ovine și peste 8.800 păsări.

## Educație și cultură
Rețeaua de învățământ cuprinde 7 unități, din care 4 grădinițe și 3 școli; populația școlară este formată din 803 preșcolari și elevi, iar personalul didactic din 59 de persoane. În oraș există un cămin cultural și o bibliotecă.
Asigurarea serviciilor de sănătate se realizează prin intermediul unui dispensar uman, deservit de 5 medici și 20 de cadre medii sanitare, precum și de o farmacie.

## Obiective turistice
- Biserica romano-catolică din Bucșoaia - construită în perioada 1896-1898 de către comunitatea germană din Bucșoaia.
- Biserica Sfinții Arhangheli Mihail și Gavriil din Bucșoaia - construită inițial în Câmpulung Moldovenesc și mutată în anul 1854 în Bucșoaia pentru a deservi comunitatea ortodoxă din localitate.

## Imagini

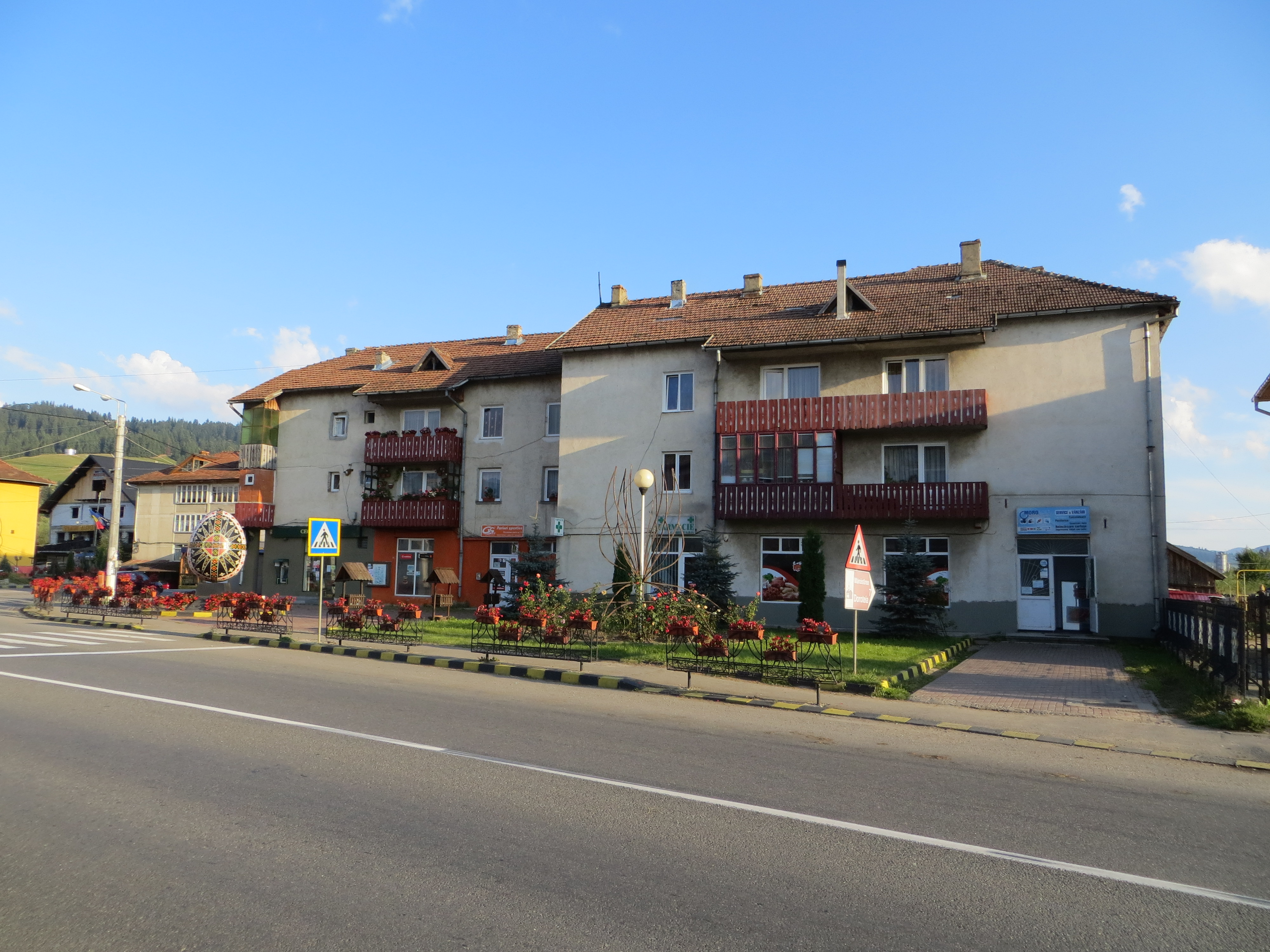
Centrul orașului Frasin
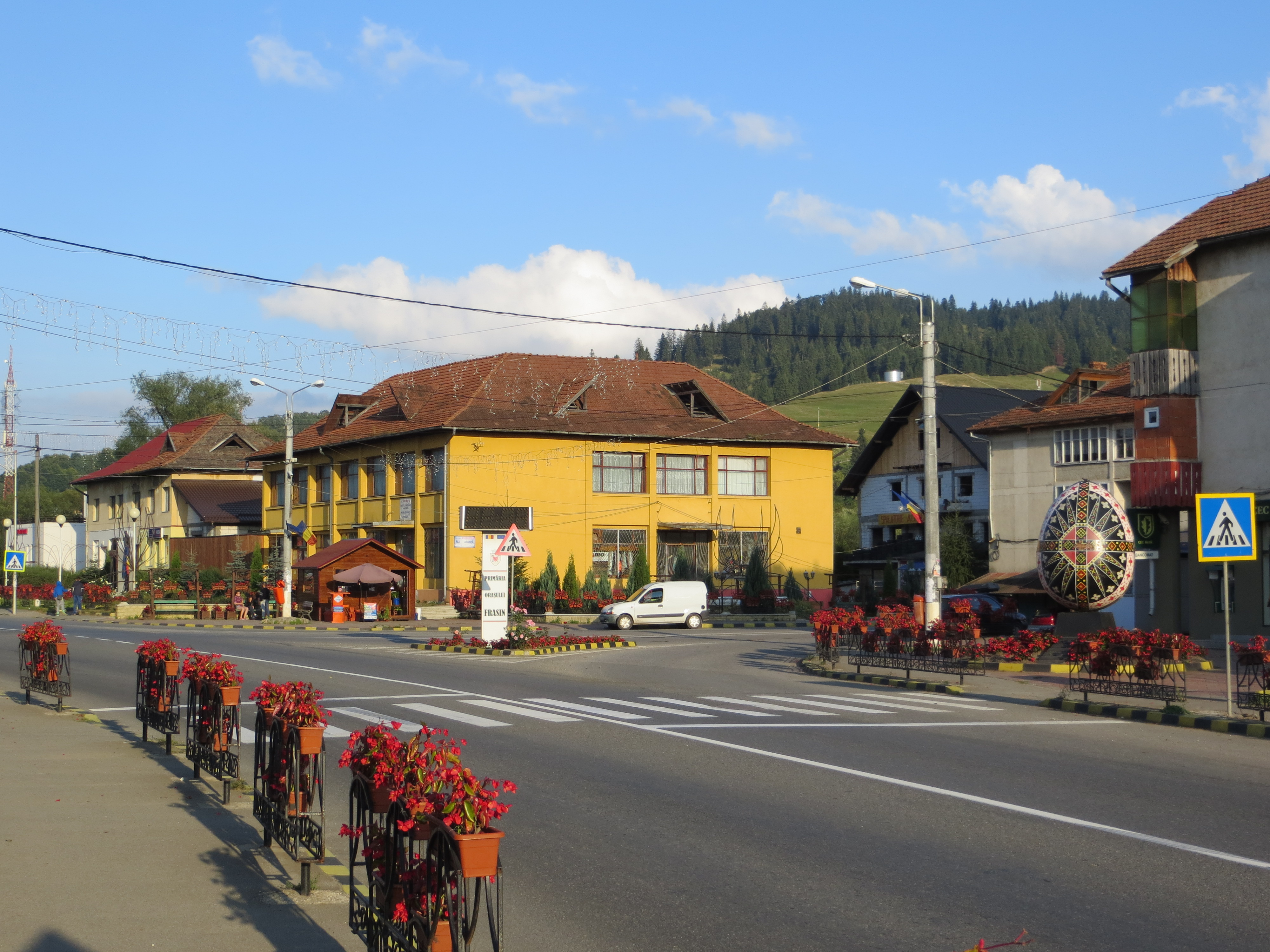
Centrul orașului Frasin
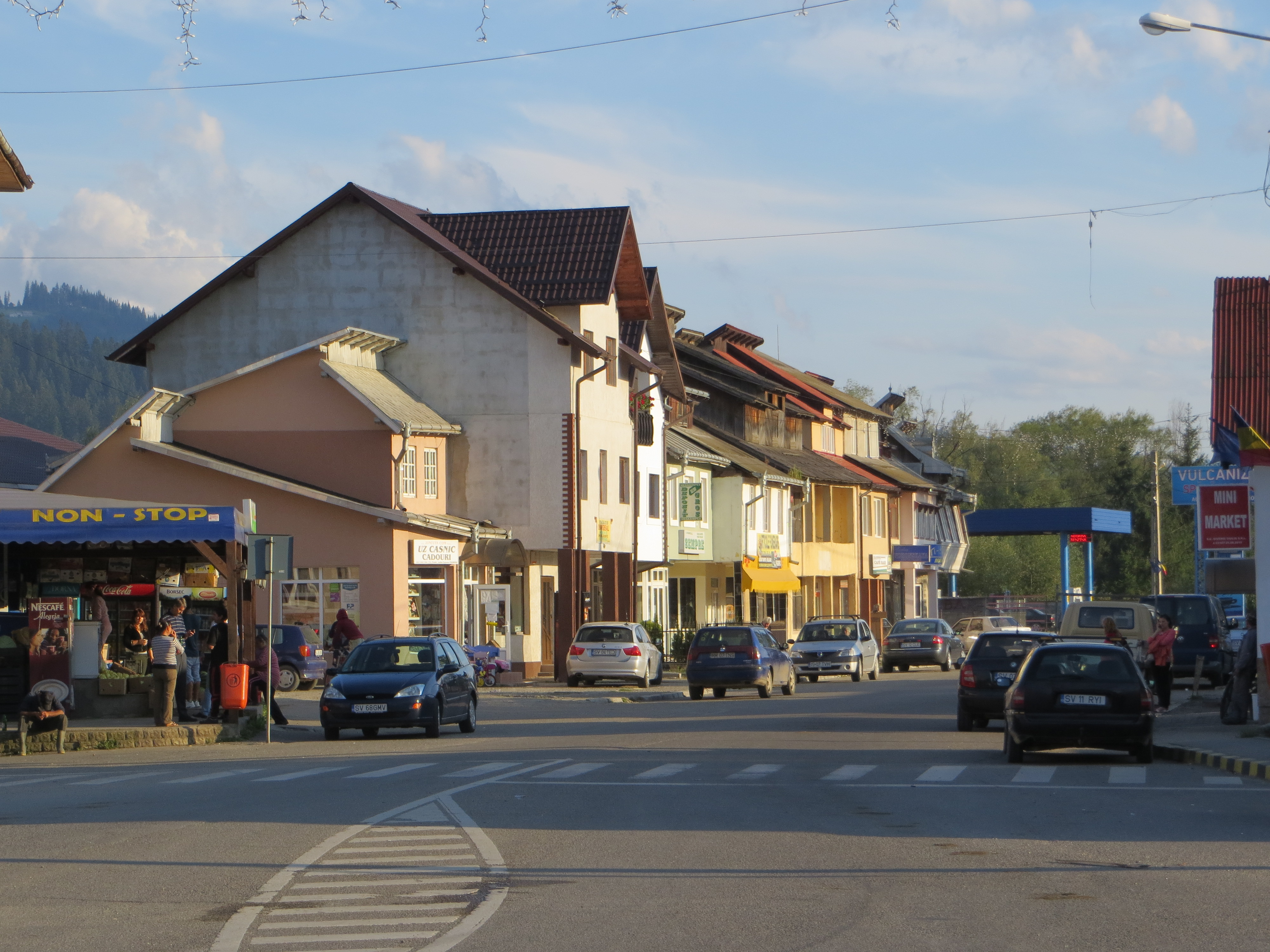
Centrul orașului Frasin
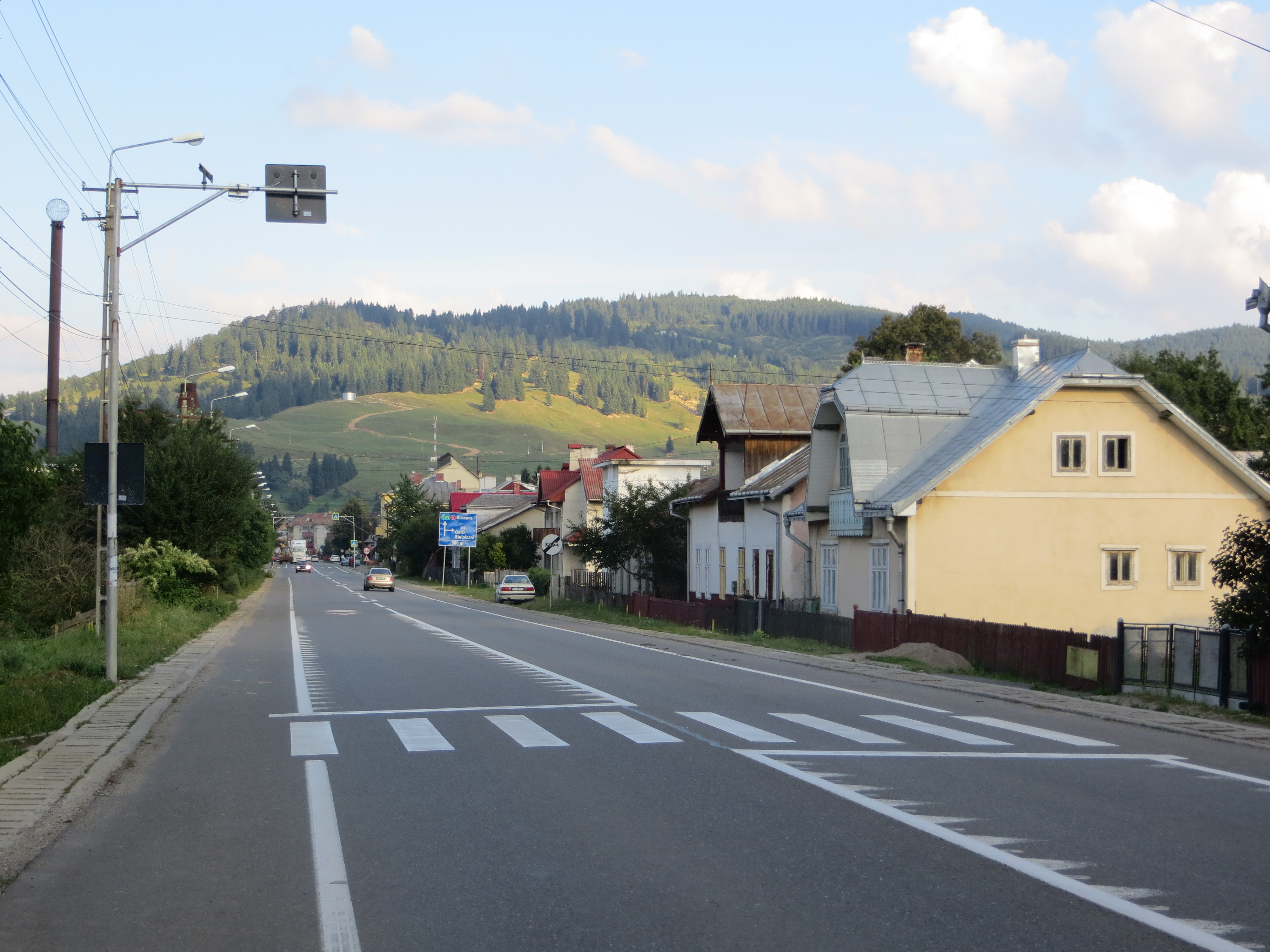
Șoseaua E58, traversând orașul Frasin
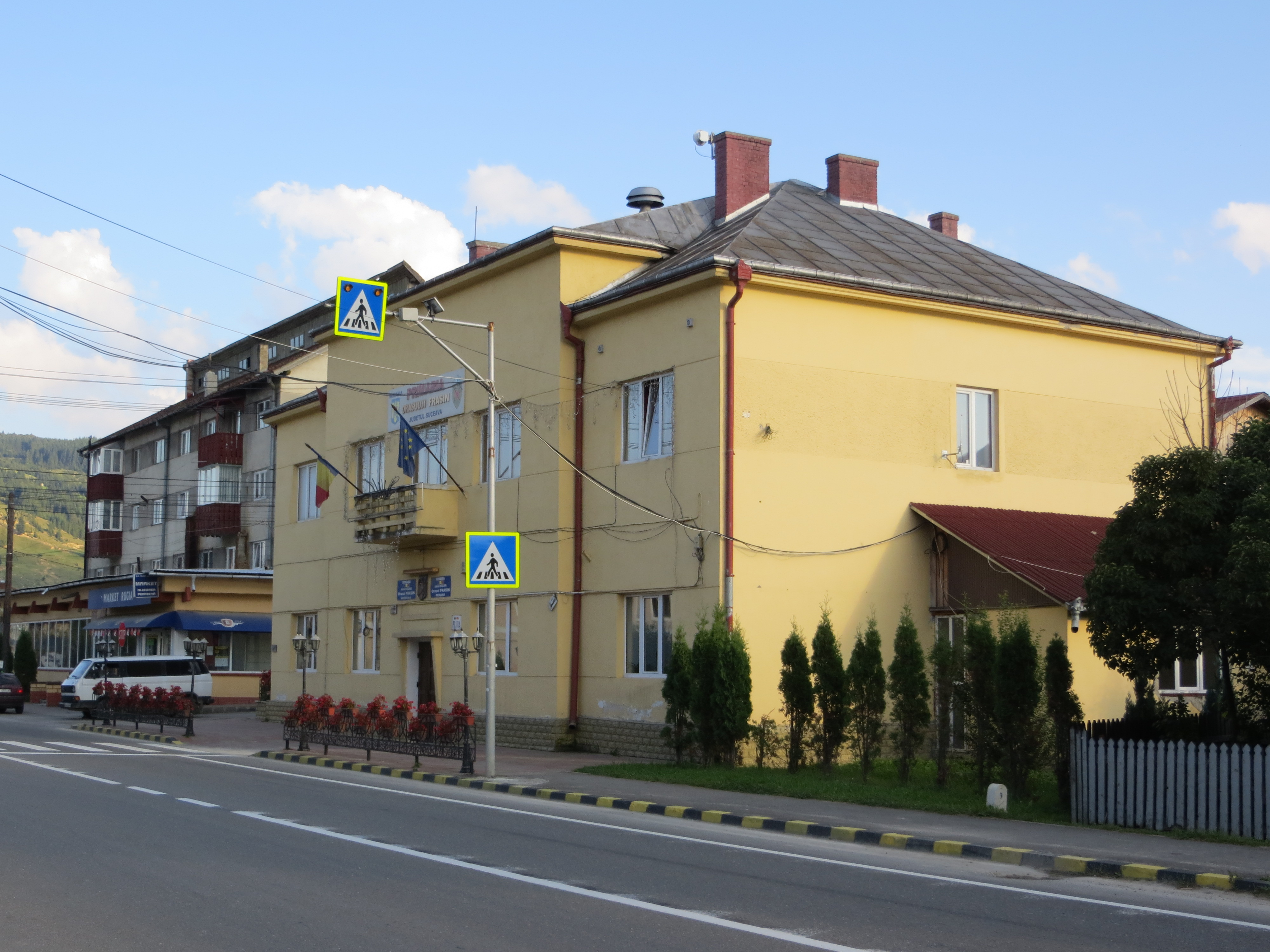
Primăria orașului Frasin
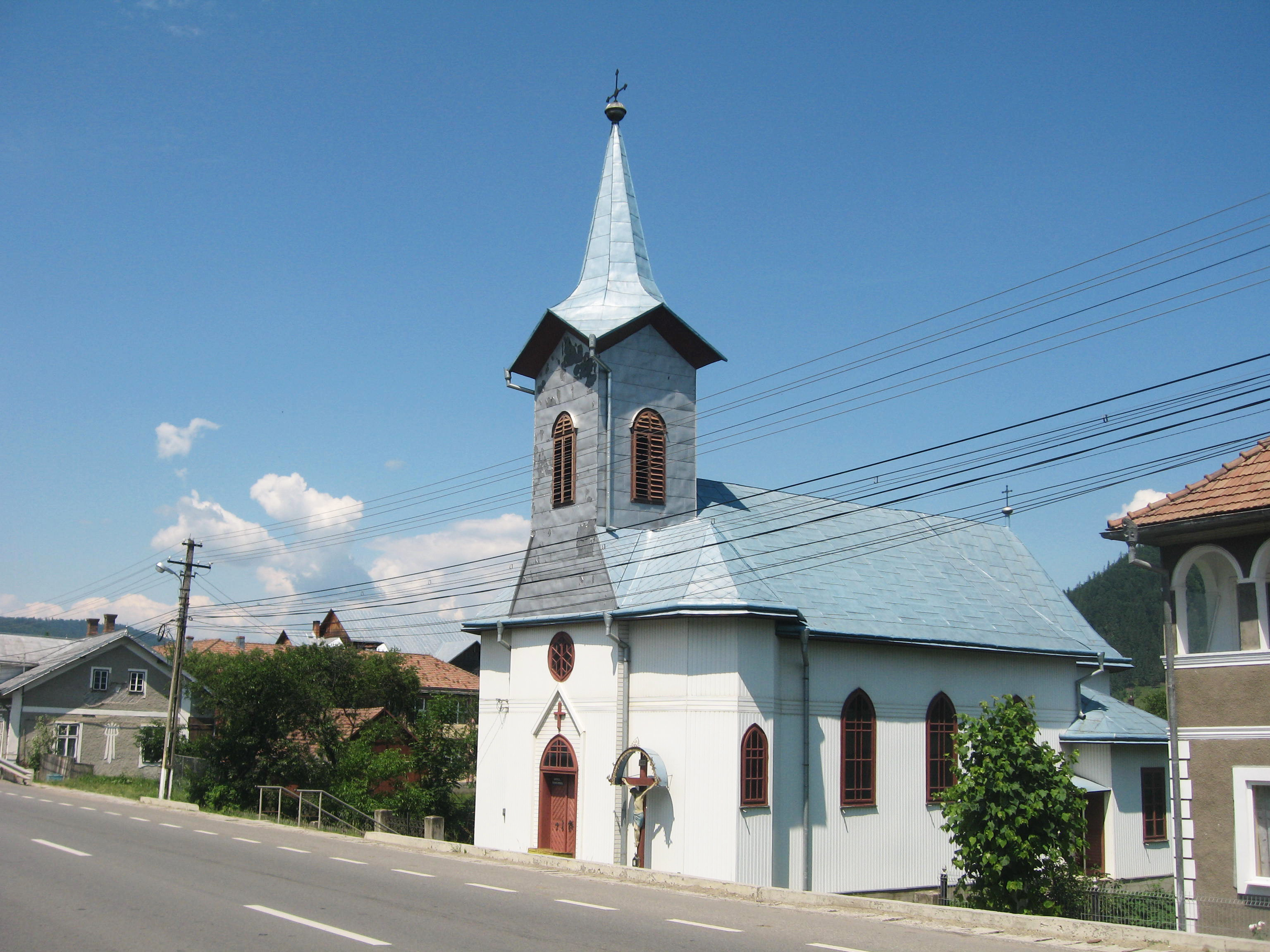
Biserica romano-catolică din Bucșoaia
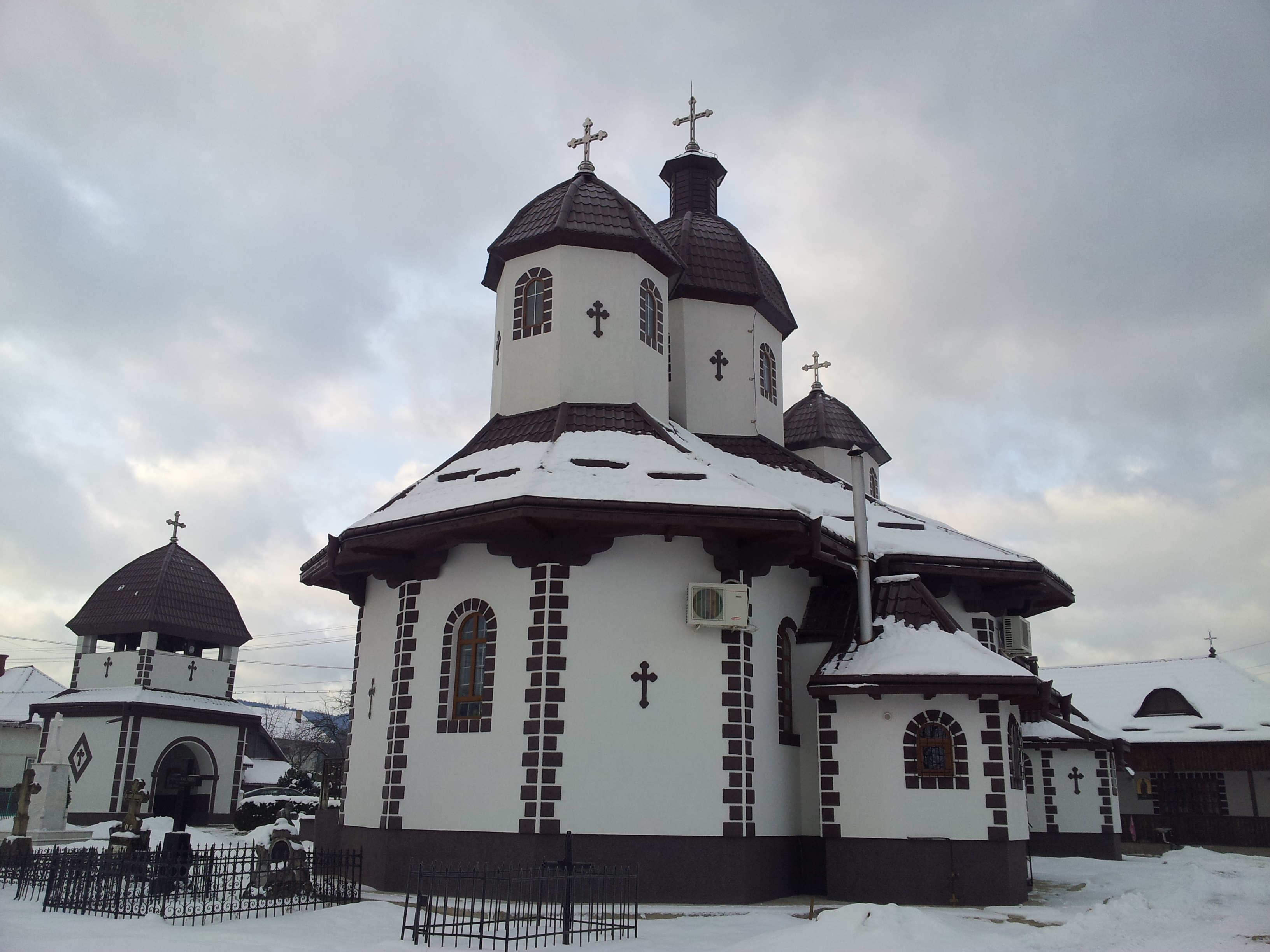
Biserica Sfinții Arhangheli Mihail și Gavriil din Bucșoaia